# Willie Smit
Pour les articles homonymes, voir Smit.
Willie Jakobus Smit, né le 29 décembre 1992 à Lydenburg, est un coureur cycliste sud-africain.

## Biographie
Willie Smit connait une enfance difficile. Il souffre de plusieurs graves maladies aux dents (amalgame dentaire notamment) et d'un reflux gastro-œsophagien. Il vit avec sa mère alcoolique, tandis que son père est démineur en Irak. Livré à lui-même, il fait partie d'un gang de quartier dans sa petite enfance. Il n'est jamais allé à l'école et a appris à lire avec sa tante. À 12 ans, les services sociaux le placent sous la garde de ses grands-parents paternels. Il pratique le golf, le rugby, les échecs, avant de se mettre au cyclisme à 16 ans.
En 2013, il est champion d'Afrique du contre-la-montre espoirs et deuxième du contre-la-montre élites. L'année suivante, il passe professionnel sans succès au sein de la Vini Fantini Nippo.
Début 2015, il est sélectionné par l'équipe nationale d'Afrique du Sud pour participer à la Tropicale Amissa Bongo. Il remporte cette année-là le Tour de Maurice ainsi que trois étapes.
En 2016, il signe en France chez les amateurs de l'UC Nantes Atlantique avec le but de repasser professionnel en 2017. Néanmoins, en avril, il se fracture la clavicule et manque une grande partie de la saison.
Il réalise sa meilleure saison en 2017, avec notamment un titre de champion d'Afrique sur route et de très nombreuses victoires en Espagne (Tour de Ségovie, une étape du Tour de Zamora, Tour de León et Tour Meles Zenawi entre autres). Il est sélectionné pour l'épreuve en ligne des mondiaux 2017, où il est présent dans la principale échappée de la course. Grâce à ses performances, il rejoint le World Tour et Katusha-Alpecin en 2018, où il devient le premier coureur africain de l'équipe.

## Palmarès
- 2012[4]
  - Speke Challenge
  - 1re (contre-la-montre par équipes) et 4e étapes du Tour de Maurice
  - 3e du Tour de Maurice
- 2013
  -  Champion d'Afrique du contre-la-montre espoirs
  - Satellite Challenge
  - 94.7 Challenge
  -  Médaillé d'argent au championnat d'Afrique du contre-la-montre
  - 2e du Dome 2 Dome Roadrace
  - 3e du championnat d'Afrique du Sud du contre-la-montre espoirs
- 2014
  - 3e de la Jock Race
- 2015
  - Jock Race :
    - Classement général
    - 1re et 3e étapes

  - Clover Tour :
    - Classement général
    - 1re et 2e (contre-la-montre) étapes

  - Tour de Maurice :
    - Classement général
    - 1re, 3e (contre-la-montre) et 6e étapes

  - 3e de l'Amashova National Classic
- 2016
  - Mpumalanga Tour :
    - Classement général
    - 4e étape

  - Jock Race :
    - Classement général
    - 2e et 3e étapes

  - 3e (contre-la-montre), 5e et 6e étapes du Tour de Maurice
  - 2e étape du Tour Cycliste Antenne Réunion (contre-la-montre)
  - Satellite Challenge
  - 3e du Tour Cycliste Antenne Réunion
  - 3e de l'Amashova National Classic
- 2017
  - UCI Africa Tour
  -  Champion d'Afrique sur route
  - Champion du Mpumalanga du contre-la-montre
  - Mpumalanga Tour :
    - Classement général
    - 1re et 4e étapes

  - Trofeo San Juan y San Pedro
  - Volta ao Ribeiro
  - Classement général du Tour de Ségovie
  - 5e étape du Tour de Zamora (contre-la-montre)
  - Classement général du Tour de León
  - Clover Tour :
    - Classement général
    - 2e et 3ea (contre-la-montre) étapes

  - Tour Meles Zenawi : 
    - Classement général
    - 5e étape

  - 3e étape du Tour de Galice
  - 2e du championnat d'Afrique du Sud du contre-la-montre
  - 3e du championnat d'Afrique du Sud sur route
  - 3e du Tour de Galice
- 2019
  - 1re et 7e étapes du Mpumalanga Tour
  - 2e du Mpumalanga Tour
- 2021
  - 2e du championnat d'Afrique du Sud sur route
- 2022
  - 2e du championnat d'Afrique du Sud sur route
- 2023
  - Alanya Cup
- 2024
  - Tour de Sakarya : 
    - Classement général
    - 1re étape

## Résultats sur les grands tours

### Tour d'Espagne
2 participations
- 2019 : 118e
- 2020 : 73e

## Classements mondiaux
| Année                                 | 2014 | 2015 | 2016 | 2017 | 2018  | 2019  | 2020  | 2021 | 2022 | 2023 | 2024 |
| ------------------------------------- | ---- | ---- | ---- | ---- | ----- | ----- | ----- | ---- | ---- | ---- | ---- |
| UCI World Tour                        |      |      | nc   | nc   | 408e  |       |       |      |      |      |      |
| Classement mondial                    |      |      | nc   | 199e | 1356e | 1881e | 1904e | 578e | 590e | 546e | 908e |
| UCI Europe Tour                       | nc   | nc   | nc   | nc   | 892e  |       |       |      |      |      |      |
| UCI Africa Tour                       | 102e | 161e | nc   | 1er  | nc    | 112e  | 80e   | 20e  | 20e  | 22e  | 59e  |
|                                       |      |      |      |      |       |       |       |      |      |      |      |
| Légende : nc = non classéSource : UCI |      |      |      |      |       |       |       |      |      |      |      |